# Celaenia excavata
Celaenia excavata är en spindelart som först beskrevs av Ludwig Carl Christian Koch 1867.  Celaenia excavata ingår i släktet Celaenia och familjen hjulspindlar. Inga underarter finns listade i Catalogue of Life.